# أوليكسي تامرازوف
اوليكسي تامرازوف (بالأوكرانية: Тамразов Олексій Гаррійович) مواليد 23 يناير 1975، هو سائق راليات أوكراني. بدأ مسيرته في سنة 2007. كان أول رالي له هو رالي ويلز 2007. تنافس في بطولة العالم للراليات. تسابق في رالي التحدي عبر القارات.